# الدر اسکورولز: بلیدز
الدر اسکورولز: بلِیدز (به انگلیسی: The Elder Scrolls: Blades) یک بازی ویدئویی رایگان به سبک نقش‌آفرینی اکشن است که توسط بتزدا گیم استودیوز توسعه یافته و به‌وسیلهٔ بتزدا سافت‌ورکز منتشر شده‌است. این بازی نسخه‌ای مشتق از مجموعه بازی‌های الدر اسکورولز به‌شمار می‌رود، که رخدادهای آن پس از الدر اسکورولز ۴: آبلیویئن و قبل از الدر اسکورولز ۵: اسکایریم روایت می‌شود. بلیدز هم‌اکنون به صورت دسترسی زودهنگام برای سیستم‌عامل‌های اندروید و آی‌اواس در دسترس است. همچنین نسخه کامل بازی برای کنسول نینتندو سوئیچ، اندروید و آی‌اواس در مه ۲۰۲۰ منتشر شد. بازی عموماً با واکنش‌های منفی از سوی منتقدان همراه بود.

## روند بازی
الدر اسکورولز: بلیدز یک بازی ویدئویی نقش‌آفرینی اکشن است که از زاویهٔ دید اول شخص دنبال می‌شود. این بازی اختصاصاً برای دستگاه‌های تلفن همراه طراحی شده‌است و از مبارزات تقریباً اجتناب‌ناپذیر و تن به تن تشکیل شده‌است، که با وارد نمودن ضربه، کشیدن یا نگه داشتن انگشت بر روی صفحه لمسی انجام می‌پذیرد. بر خلاف اکثر نسخه‌های موجود در این سری که در درجهٔ اول بر پایه ویژگی‌های جهان باز ساخته شده‌اند، طراحی کلی این عنوان به دلیل چالش‌ها و محدودیت‌های دستگاه‌های همراه به صورت خطی است. وجه تمایز دیگر این عنوان، توانایی حرکت پنهانی در اطراف شخصیت غیرقابل‌بازی، جابه‌جایی اجساد، مخفی شدن/انبار/سرقت آیتم‌ها در این نسخه گنجانده نشده‌است. مبارزات به شکل تن به تن و شامل استفاده از سلاح سرد و سپر، ورد جادو و حملات دامنه‌دار مانند جا خالی، ضربه سریع، حمله قدرتی و ضربه سپر است. در رابطه با کاربرد سحر و جادو، بازیکن تنها محدود به مجهز کردن سه طلسم مختلف برای استفاده در طی نبرد است. بازیکنان قادر به سفارشی‌سازی و افزایش سطح شخصیت‌ها به منظور تقویت توانایی آن‌ها می‌باشند. حالت بازی به شکل چندنفره آنلاین در بخش آرنا در دسترس است.